# Sveti Andrej (gmina Škofja Loka)
Sveti Andrej – wieś w Słowenii, w gminie Škofja Loka. W 2018 roku liczyła 157 mieszkańców.